# 加藤十右衛門
加藤 十右衛門（かとう じゅうえもん、1894年（明治27年）12月21日 - 1974年（昭和49年）10月15日）は日本の陶芸家。岐阜県土岐郡笠原町（現・多治見市）生まれ。八坂窯開窯。
美濃大平の陶祖加藤景豊（加藤五郎衛門景豊）の流れをくむ。1927年には笠原町の町長を務める。1958年に岐阜県の無形文化財保持者に認定。美濃桃山陶芸に魅力され伝統技法をベースに、志野、黄瀬戸、織部、美濃伊賀などを手掛けた匠。戦後の美濃陶芸再興復元に尽力。1974年、79歳で死去。

## 系譜
- 加藤十右衛門（八坂窯開窯者。元笠原町町長。1958年に岐阜県の無形文化財保持者に認定。1894年 - 1974年）
- 加藤芳右衛門（十右衛門の長男。号を十鳳・かとうじゅっぽうの名で製作した時期がある。八坂窯継承者 1932年 - 2009年）※1974年（昭和49年）加藤芳右衛門を名乗る
- 加藤光右衛門（十右衛門の二男。八坂窯継承を経て、1982年（昭和57年）に加藤十右衛門家の出生地、岐阜県土岐郡笠原町・現多治見市の地に窯を開き 陶磁器問屋時代の屋号"山十窯"と名付ける。1937年 - 2018年　岐阜県多治見市にて没　享年81（満80歳没）
- 加藤弥右衛門（十右衛門の三男。小谷陶磁器研究所修了。十右衛門没後に八坂窯に帰郷。1942年 -2023年 ）享年83（満82歳没）

以上加藤十右衛門の子息
- 林英仁（はやしえいじ・祖父の加藤十右衛門に師事。十右衛門の甥。玉川大学卒業後助手として同大学で陶芸を指導後に1968年桃山窯開窯。1997年に喫茶店・桃山茶寮(喫茶店）を多治見市にオープン。1931年生まれ。